# Цибуляны
Цибуляны (укр. Цибуляни, до 2024 года — Возвратное) — село,
Письменский поселковый совет,
Васильковский район,
Днепропетровская область,
Украина.
Код КОАТУУ — 1220755402. Население по переписи 2001 года составляло 84 человека.

## Географическое положение
Село Возвратное находится на правом берегу реки Средняя Терса,
выше по течению на расстоянии в 2 км расположено село Воронежское,
ниже по течению на расстоянии в 0,5 км расположено село Зелёный Гай (Синельниковский район),
на противоположном берегу — сёла Нововознесенка (Синельниковский район) и  Раздолье (Синельниковский район).
Рядом проходят автомобильная дорога Т-0401 и
железная дорога, станция Платформа 262 км.